# Levantamento de peso nos Jogos Pan-Americanos de 2019 - Até 73 kg masculino
A categoria até 73 kg masculino do levantamento de peso nos Jogos Pan-Americanos de 2019 foi disputada em 28 de julho  no Coliseo Mariscal Caceres, em Lima. 

## Calendário
Horário local (UTC-5).
| Data        | Horário | Fase  |
| ----------- | ------- | ----- |
| 28 de julho | 14:30   | Final |

## Medalhistas
| Ouro   | VEN Julio Mayora         |
| Prata  | COL Luis Javier Mosquera |
| Bronze | DOM Julio Cedeño         |

## Resultados
| Pos.              | Halterofilista           | Grupo | Arranque (kg) | Arremesso (kg) | Total (Kg) |
| ----------------- | ------------------------ | ----- | ------------- | -------------- | ---------- |
| Medalha de ouro   | VEN Julio Mayora         | A     | 155           | 194            | 349        |
| Medalha de prata  | COL Luis Javier Mosquera | A     | 150           | 175            | 325        |
| Medalha de bronze | DOM Julio Cedeño         | A     | 144           | 174            | 318        |
| 4                 | MEX Jorge Cárdenas       | A     | 142           | 168            | 310        |
| 5                 | PER Óscar Terrones       | A     | 141           | 163            | 304        |
| 6                 | GUA Óscar Valdizón       | A     | 127           | 165            | 292        |
| 7                 | HON Jorge Hernández      | A     | 125           | 165            | 290        |
| 8                 | CHI Bastián López        | A     | 125           | 160            | 285        |
| 9                 | PER Santiago Villegas    | A     | 122           | 160            | 282        |
| 10                | PUR Jorge Sánchez Vélez  | A     | 132           | —              | DNF        |
| 10                | PAN Ariel Batista        | A     | 110           | —              | DNF        |